# Xylopia frutescens
Xylopia frutescens este o specie de plante angiosperme din genul Xylopia, familia Annonaceae, descrisă de Jean Baptiste Christophe Fusée Aublet. Conține o singură subspecie: X. f. ferruginea.